# Deolinda Rodrigues (fadista)
Deolinda Rodrigues (nome completo: Deolinda Rodrigues Veloso; Lisboa, 31 de Dezembro de 1924 — Lisboa, 10 de Outubro de 2015) foi uma atriz e fadista portuguesa.

## Biografia
Deolinda Rodrigues nasceu no antigo Convento de Telheiras, no dia 31 de Dezembro de 1924 mas comemorava o seu aniversário no dia 1 de Janeiro. Era filha de Maria Rodrigues e de João Veloso.
Participou no Concurso da Primavera organizado pelo Diário Popular, onde marcaram presença concorrentes amadores e profissionais, obtendo o segundo lugar da classificação. Em 1944 estreou-se como profissional no Baía, no Parque Mayer, passando a actuar em diversas casas como a Vera Cruz, o Café Mondego, o Retiro dos Marialvas e o Café Latino.
Estreou-se no teatro com a revista Cartaz da Mouraria, no Teatro Apolo, a 8 de Maio de 1947, numa peça onde entravam artistas conhecidos como Hermínia Silva, Álvaro Pereira, Costinha e Barroso Lopes.
Afastada da vida artística durante dois anos, regressou ao mundo do cinema com a participação no filme Cantiga da Rua, estreado em 1950, a convite de Henrique Campos, onde contracenava com Alberto Ribeiro. Participou em peças de teatro, operetas e filmes, com destaque para Madragoa (1952) de Perdigão Queiroga, ao lado de Carlos José Teixeira, Ercília Costa, entre outros, e O Noivo das Caldas (1956), ao lado de António Silva, Anna Paula, Curado Ribeiro, Carmen Mendes, Carvalho e Raul Solnado, entre outros.
Participou também em inúmeros programas televisivos que sucedem a apresentações em espectáculos, cinema, teatro, digressões nacionais e internacionais - África, Venezuela e Brasil.
Deolinda Rodrigues morreu com 90 anos no dia 10 de Outubro de 2015, no Hospital de Santa Maria, em Lisboa.

## Reconhecimento
Foi homenageada pelos seus 60 anos de carreira, a 2 de Outubro de 2004, pela Associação das Colectividades do Concelho de Lisboa, e a 12 de Março de 2005, pela Câmara Municipal de Lisboa  com a realização de um espectáculo no Fórum Lisboa. Em 2007 foi aprovada e atribuída pela Câmara Municipal de Lisboa a Medalha Municipal de Mérito, Grau Prata, destacando Deolinda Rodrigues como um nome "incontornável da canção nacional na primeira metade do século XX".
Foi uma das 50 figuras do fado e da guitarra portuguesa homenageadas, em 2012, aquando da celebração do primeiro aniversário do fado enquanto Património Imaterial da Humanidade, tendo nessa altura recebido a Medalha Municipal de Mérito (Grau Ouro), da cidade de Lisboa. 

## Discografia
Entre as suas gravações encontram-se os discos: 
- Aquela rua foi minha, discográfica Imavox
- Cantiga de amigo, discográfica FF
- Deolinda Rodrigues com a orquestra de Tavares Belo, discográfica Alvorada
- Deolinda Rodrigues, discográfica Rapsódia
- Voltaste, discográfica Discossete

Compilações:
- Colecção O Melhor dos Melhores (n.º 68; 1998, CD, Movieplay)[12]

## Teatro
| - Cartaz da Mouraria (1947) - Fogo de Vistas (1950) - Para a Fita (1950) |  | - Cantiga da Rua (1950) - Clube dos Salsas (1952) - Já Vais Aí? (1956) |  | - Lisboa em Festa! (1958) - Vamos à Lua! (1958) |